# ファシスト党
国家ファシスト党（こっかファシストとう、イタリア語: Partito Nazionale Fascista、PNF）は、かつて存在したイタリア王国の政党。
ファシズム運動を掲げ、独裁体制を構築した。

## 概要
PNFは第一次世界大戦で政治家ベニート・ムッソリーニらが設立した政治団体「革命行動ファッショ」に起源を持ち、民族主義による社会・国家や国民の団結（ファッシ、古代ローマのファスケスを語源とする）を説き、民族統一主義（未回収のイタリア）に基づいた参戦論を主張した。イタリア王国が大戦参加を決めるとムッソリーニらは志願兵として従軍して、塹壕戦を通じた愛国心や戦友愛の高揚を経験した。
復員後、ムッソリーニは「革命行動ファッショ」の精神を引き継いだ「イタリア戦闘者ファッシ」(FIC)を設立した。同団体を通じて独自の政治理論であるファシズム（伊: Fascismo、日: 結束主義）を掲げて社会主義及び民主主義・リベラリズムへの猛烈な批判を展開した。彼の異端的な思想はイタリア・ナショナリズム、サンディカリズム（組合主義）、コーポラティズム（共同体主義）、アナーキズム（無政府主義）、リビジョニズム（修正マルクス主義）の運動家達に影響を与えた。初期段階のファシズムは広範な支持を得られず、1919年の総選挙での議会進出を果たせなかったが、ジョヴァンニ・ジョリッティ首相との協力や民兵組織「行動隊」による直接行動を駆使して段階的に影響力を高めていった
1921年5月15日、『国民ブロック』にFICが参加して代議院に議席を得ると、同年11月9日にファシストの政治運動は国家ファシスト党（Partito Nazionale Fascista、PNF）として組織化された。
PNFのイデオロギーであるファシズムは多様な思想を習合させた独特の運動であり、推進された政治主張も多岐にわたっている。まず民族主義（イタリア・ナショナリズム）を重視し、民族統一主義による領土拡大を提唱した。父祖である古代ローマへの顕彰も含め、領土主張は生存圏理論の一種である地中海世界全体での領土拡大を目指す「不可欠の領域」へ拡張され、イタリア帝国が形成された。経済政策ではサンディリカリズムとコーポラティズムが影響を持ち、国家の指導下で企業体と労働組合が協調する事を目指し、階級闘争を否定して階級協調を理想とした。自由主義（リベラル）に対しては明確な敵対姿勢を見せたが、反動主義ではなかった。また民族主義の観点から共産主義とも敵対したが、ジョゼフ・ド・メーストルに代表される過激な保守主義にも反対した。
1922年10月31日、ルイージ・ファクタ政権へのクーデターであるローマ進軍が成功してムッソリーニ政権が樹立され、PNFは連立与党の中心となった。1924年4月6日、旧国民ブロックをPNFに統合した上で新たな選挙連合「国民リスト」（Lista Nazionale、LN）を立ち上げ、60%以上の得票を得て議会で多数派を形成した。選挙勝利後も多党制の枠組みを維持していたが、反ファシスト運動との激しい対立を経て、1924年12月31日にムッソリーニは独裁制への移行を宣言して首席宰相及び国務大臣に就任、政府権限を大幅に強化した。これに合わせてPNFも一党制に向けて動き、党の諮問機関であるファシズム大評議会を国家の最高機関に定めた上でPNF以外の全政党へ解散命令を出し、1929年3月24日の総選挙で全議席を獲得してイタリアにおける一党独裁が確立された。
PNFは未来に向けて現代化されるイタリアが、同時に伝統に基づいた愛国心と団結を高める事によって社会的繁栄を迎えると看做していた。規律を重視し、ストライキ等の抵抗的な労働運動は弾圧されたが、この時期、鉄道等は時刻表通りよく運行されていたという。PNFによるファシズム思想に基いた社会改革は第二次世界大戦への参戦によって水泡に帰し、ムッソリーニ幽閉後の1943年7月27日に解散を命じられた。1943年9月18日、ナチスの要請を受けてムッソリーニはPNFの後継政党として共和ファシスト党（RNF）を結党し、イタリア社会共和国（RSI）の政権与党となった。
1945年4月28日、RSI政府の崩壊とムッソリーニの死によりRNFは消滅した。
大戦後に成立した現在のイタリア共和国議会では民主主義に対する脅威として、後継組織である共和ファシスト党（RNF）と並んで再結党が禁止されている（"Transitory and Final Provisions", Disposition XII)。一方でRNFの元党員らを中心にネオ・ファシズム政党「イタリア社会運動」（MSI）が結党され、国民同盟、自由の人民、イタリアの同胞などを通じて現代でも思想は引き継がれている。2022年にはイタリアの同胞党首のジョルジャ・メローニがイタリア首相に就任した。

## 党史

### ファシスト党誕生の背景
第一次世界大戦後の混乱がつづくイタリアでは、戦勝国でありながら、期待していたフィウーメなどの領地が得られず、ヴェルサイユ体制に強い不満をもつ人も少なくなかった。また、資源に乏しく経済基盤の脆弱であったイタリア王国は、その戦費を外債に依存したため財政難にみまわれた。経済危機も深刻で、大量の失業者が生まれ、ロシア革命の影響も受けて、労働者のストライキや農民の小作争議がひろがり、社会主義勢力が拡大した。物資不足から激しいインフレーションも起こって民衆の生活を直撃した。あたたかい歓迎と安定した暮らしを夢みてイタリアのために戦った兵士たちは、経済混乱にあえぐ祖国に帰り、新たな失業者の一群、余計者の集団として、むしろ冷たい視線を浴びることとなった。
折から1919年から1920年にかけては、労働者のストライキや農民の小作争議が頻発して社会不安が増加していたのである。

### 「イタリア戦闘者ファッシ」から政権獲得まで
第一次世界大戦前のベニート・ムッソリーニは、イタリア社会党内では正統派マルクス主義というよりはジョルジュ・ソレルの思想に影響を受けており、党主流の社会改良主義的な路線とは一線を画し、その批判者として頭角を現した。1912年には社会党執行委員に選ばれ、党の重要な日刊紙「アバンティ!(Avanti!、「前進」 )」の編集長にまでなっていたが、1914年夏、第一次世界大戦がはじまると、伝統的な平和主義から「イタリアの絶対中立」を唱えた党の方針に反対、戦争とその帰結にこそ革命の展望があるとする立場から11月「ポポロ・ディタリア (Il Popolo d'Italia )」を創刊して、イタリアが英仏協商側に立って参戦すべきとの意見を主張してイタリア社会党を除名された。また、14年末からはイタリア各地でうまれた参戦主義者団体「革命行動団」の指導者となった。
1919年3月23日、ムッソリーニはミラノで、復員軍人を主体にして、革命阻止と国粋主義（ナショナリズム）の立場で「イタリア戦闘者ファッシ」を組織した。創立大会の出席者は145人といわれ、復員将校のほか、地主や資本家の子息である右翼学生が多く、上述のように「未来派」の影響を受けた青年も多かった。創立大会宣言では、イタリアの領土の拡大を主張している。6月6日にはポポロ・ディタリアからフィリッポ・トンマーゾ・マリネッティらによるファシスト・マニフェストが出版されている。
1919年から1920年にかけて、北部イタリアの諸都市では労働者のストライキが頻発し、農村では農民が地主の土地を占拠して地代の支払いを拒否するなどの小作争議も起こって社会不安が醸成されていた。
戦闘者ファッシは、当初は、王政の廃止、戦時利得の85パーセント没収、労働者の経営権への参加、最低賃金制、大土地所有者の土地の農民への分与などサンディカリスム的な綱領を掲げていた。そうしたなかで、1919年11月の総選挙ではイタリア社会党が全体の3割にあたる180万票を獲得して154議席を確保したのに対し、戦闘者ファッシの獲得票は5,000票たらずであり、1人の当選者も出なかった。
1920年になるとストライキは激化し、9月には北イタリアで社会党左派（1921年1月、イタリア共産党を結成）の指導のもと50万人の労働者が工場を占拠し、農民も各地で地主保有地を占拠するなど、あたかも革命前夜を思わせるような情勢となった。社会党指導部の不決断により工場占拠闘争が敗れ、革命的情勢は退潮に向かったものの、ポー平原のボローニャ県とフェラーラ県では、農業労働者による農業協約改訂闘争が勝利し、社会党も10月の地方選挙で引きつづき優位に立って2,000以上の自治体を掌握した。こうした、零細農民や労働者の直接行動に危機感を抱いた地主、土地を得た中小農、都市の中間層は、自由主義政府の支援を求めた。しかし、それがかなわないと知ると、彼らは戦闘者ファッシと連携して武装行動隊（squadra）を編成し、20年秋より直接行動の挙に出た。

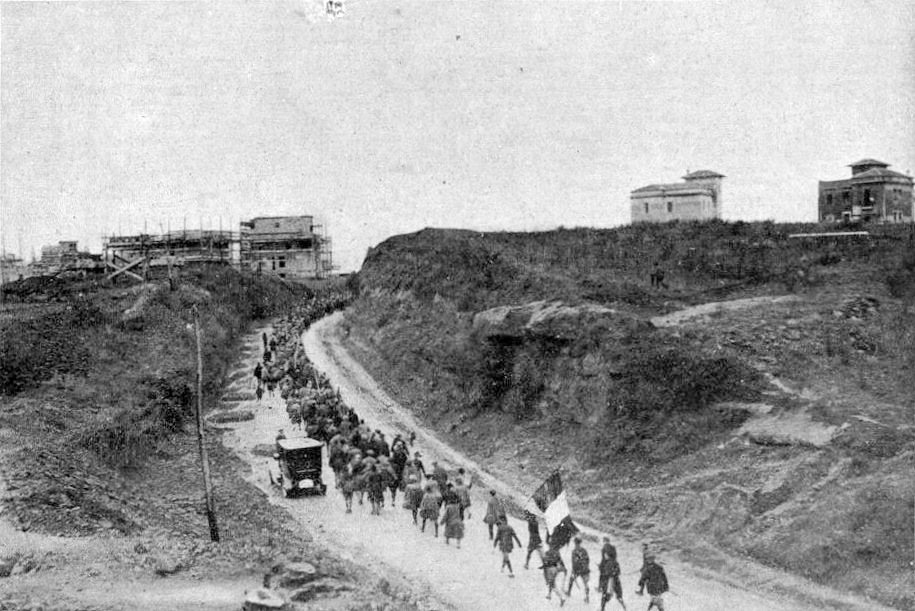
ローマ進軍を行うファシスト党員

ムッソリーニも黒いシャツを制服として使用させた「黒シャツ隊」を武装行動隊として編成して、こうした革命的な動きを暴力的に鎮圧した。これにより、中産階級・資本家、軍部、地主層などの支持を広げて資金や武器を得て1921年5月の総選挙ではムッソリーニふくむ35名の下院議員を当選させ、同年11月、戦闘者ファッシは政党「ファシスト党」（全国ファシスタ党）に改組、ミケーレ・ビアンキ（it）を書記長とした。1922年5月と8月の2度にわたり、政府軍に代わってゼネラル・ストライキを鎮圧し、軍や資本家の支持を不動のものとした。
さらに1922年10月24日、ナポリで開かれたファシスト党大会でムッソリーニは「政権がわれわれに与えられるか、われわれがそれをとるかだ」と演説し、28日、4万人のファシスト党員がビアンキ、デ＝ボーノ、デ＝ベッキ、バルボの「ファシスト四天王（ムッソリーニ四天王）」と称される4人の幹部に率いられてナポリなどからローマにむけて進軍する示威行動、いわゆる「ローマ進軍」をおこなった。ムッソリーニ自身はこの進軍に参加せず、ミラノに待機した。国王ヴィットーリオ・エマヌエーレ3世は10月30日ムッソリーニに組閣を命じ、首班指名を受けて政権を授与された。彼は翌31日、ミラノから寝台列車でローマにはいった。こうして、史上初のファシズム政権が成立した。

### 独裁体制の確立
1923年ファシスト党に有利な新選挙法が制定され、1925年から26年にかけて結社や治安・行政権の集中に関する諸法律を制定、1926年11月にはファシスト党以外のすべての政党の解散を遂行して、一党独裁制を確立した。イタリア王室、軍部、財界などの支持を得て独裁体制をととのえた。またファシスト産業組合を設立して労働組合を統制し、言論の自由もきびしく制限された。1924年にはユーゴスラビアとの直接交渉で未回収のイタリアの一部であるフィウーメ自由市を獲得し、ファシズム政権最初の外交的勝利となった。1928年9月には、ファシズム大評議会を正式に国政の最高機関とした。
1929年にはローマ教皇ピウス11世とラテラノ条約を結び、ローマ教皇庁との和解が成立し、イタリア王国はカトリックを唯一の宗教とすることを認め、教皇の主権下にバチカン市国がイタリアから独立することを承認した。これにより、1870年以来つづいてきた教皇庁とイタリア王国の対立は解消し、ファシスト党はカトリック教徒の支持を確保したこととなる。ムッソリーニは、ローマ教皇庁に対し、小中学校におけるカトリック教育の義務化、聖職者の徴兵の免除、教会の葬祭・婚姻の統制などを認めるなど大幅に譲歩し、これらと引き替えにファシスト独裁体制の威信を高めることに成功した。
ムッソリーニはつとにヴェルサイユ体制の打破を唱えた。また、「古代ローマ帝国の復興」を掲げたが、これは単なる士気向上が主目的であり、現実味の片鱗もない話であった。経済危機を打開するために膨張主義政策に着手し、1927年にはアルバニア王国を保護国化、1935年10月にはエチオピアを併合した。1938年、人種法を制定する。
経済政策の面では、1922年から1925年にかけてアルベルト・ステファニ（it ）が政府のコストを削減し、民間企業をほとんど国有化することなく、一時頻発したストライキをおさえ、景気は回復して失業者も減少し、生産力も増した。治安も改善して、特にマフィアの活動を押さえ込んで犯罪件数を減少させた。所有形態を維持しながら一連の成果を挙げたため、イギリスやアメリカなどの民主主義国家の指導者や評論家のなかにも「ムッソリーニこそ新しい時代の理想の指導者」と称える向きがあり、辛口な論評で知られたイギリスのウィンストン・チャーチルさえ「偉大な指導者の一人」と高く評価していた。しかし、1929年の世界恐慌の影響により失業者が100万人以上に膨れ上がり、次第に財政支出を増やし始め、第二次世界大戦が開戦する1939年までには、イタリアはソビエト連邦に次いで国有企業の多い国となった。1939年3月、議会を廃止して全国組合協同会議にかえ、全体主義の組合国家体制としている。

### ムッソリーニ失脚と党の解体
1943年、連合国軍の本土上陸を許した上に、エチオピアを含むアフリカでの戦いにも敗北し、完全に劣勢に立たされたイタリアでは国王を中心にムッソリーニ追放の動きが始まった。7月24日、5年ぶりにヴェネツィア宮殿で行われたファシズム大評議会において、下院議長で王党派のディーノ・グランディ伯爵は連合国との開戦とその後におけるムッソリーニの指導責任を追及し、「統帥権の国王への返還」の動議を提出した。これに対し、ムッソリーニの女婿でもあったガレアッツォ・チャーノ外務大臣を含む多くのファシスト党の閣僚がこれに賛同し、過半数の賛成を得て成立した。ムッソリーニは翌7月25日、ヴィットーリオ・エマヌエーレ3世にその旨を報告したその直後に憲兵隊に拘束され、即座に幽閉された。
ムッソリーニの失脚により、ヴィットーリオ・エマヌエーレ3世はファシスト党の解散を命令、ピエトロ・バドリオを首相に任命。
バドリオは7月27日に初閣議を開催し、ファシスト党の解散を決議した。
その後、ムッソリーニは9月にアドルフ・ヒトラーの指令によるグラン・サッソ襲撃によって救出され、ドイツ支配下の北イタリアに建てられた傀儡政権イタリア社会共和国（サロ政権）の首班となった。ドイツの強い要請により大評議会で賛成票を投じたチアーノら幹部は処刑された。社会共和国でファシスト党は共和ファシスト党として再建されヴェローナ憲章（it:Manifesto di Verona）を綱領としたが、ほとんど活動は行われなかった。1945年4月25日に社会共和国が崩壊すると、党も自然消滅した。

### ファシスト党の流れを汲む現代政党
イタリアにおいては、第二次世界大戦後もファシスト党の流れを汲む一定の勢力（イタリア社会運動）が存在した。現在のイタリアの極右政党国民同盟も、穏健化してはいるがファシスト党の影響を残している。国民同盟の穏健化は国民から評価され、1994年のフォルツァ・イタリアによるシルヴィオ・ベルルスコーニ政権誕生へとつながった。
また国民同盟はかつて、ベニート・ムッソリーニの孫娘アレッサンドラ・ムッソリーニが所属していた。アレッサンドラは国民同盟を離党後、極右政党「行動の自由 (Libertà di Azione) 」（現在の名称は「社会行動 (Azione Sociale)」）を結成した。欧州議会選挙では他のネオ・ファシズム運動と連携して会派「社会的選択 (Alternativa Sociale) 」を組織して票を獲得し、アレッサンドラは欧州議会議員に当選した。

## 組織

### 象徴
- 党歌：『ジョヴィネッツァ』 (Giovinezza）
- 党章・党旗等

党章（党名、三色旗、ファスケス）
党旗（黒旗、ファスケス）
制服などに用いられた古代ローマの鷹紋章

### スローガン
- Il Duce! (我らがドゥーチェ)
- Viva il Duce! (ドゥーチェ万歳)[26]
- Eja, eja, alalà! (万歳！万歳！万歳！)
- Viva la morte (犠牲を払え)
- Credere, obbedire, combattere ("信じ、従い、戦う")
- Libro e moschetto - fascista perfetto (書物と銃がファシストを作る)
- Tutto nello Stato, niente al di fuori dello Stato, nulla contro lo Stato (国家こそ全て、国家の外には何もない)
- Se avanzo, seguitemi. Se indietreggio, uccidetemi. Se muoio, vendicatemi (我らが進むなら、汝も続け。我らが退けば、汝が殺せ。我らが死ねば、汝が復讐せよ。)
- Me ne frego (何も気に留めず)
- La libertà non è diritto è un dovere (自由は権利ではない、義務である)
- Noi tireremo diritto (我らは進む)
- La guerra è per l'uomo, come la maternità è per la donna (男の闘争性は、女の母性と同じである)[27]

## 指導体制

### 合議機関
1926年、1938年に制定された党規約によると、ファシズムの指導は「ドゥーチェの指導の下、ファシズム大評議会の示した方針により、中央及び地方の合議機関を通じて行われる」とされていた。全国規模の合議機関は全国評議会と全国指導部、地方においては県ごとに置かれる県連合とその指導部であった。県連は戦闘者ファッシをまとめる存在であると定義されていた。

### 役職

#### 指導者
| 氏名 (生没年) | 氏名 (生没年)                      | 肖像 | 任期                          | 兼務 | 背景                                                           | 退任理由                                                                                                  | 出生地                                |
| ------------- | ---------------------------------- | ---- | ----------------------------- | --- | -------------------------------------------------------------- | --- | ------------------------------------- |
|               | ベニート・ムッソリーニ (1883–1945) |      | 1921年11月9日 – 1943年7月27日 | - 首席宰相及び国務大臣(国家指導者) - 首相・内務大臣・外務大臣 - 大元帥 - 党大評議会議長 - 党機関紙編集長 | 党の創設者としてファシズム運動の精神的指導者に位置付けられる。 | 反枢軸国勢力のクーデターによって幽閉。 後に救出され、イタリア社会共和国及び共和ファシスト党指導者となる。 | プレダッピオ (エミリア＝ロマーニャ州) |

#### 書記長
| 氏名 (生没年) | 氏名 (生没年) | 肖像 | 任期                            | その他の役職（前職及び退任後の役職含む）                                                             | 背景 | 退任理由                                                                                                   | 出生地                                                            |
| ------------- | --- | ---- | ------------------------------- | --- | --- | --- | ----------------------------------------------------------------- |
|               | ミケーレ・ビアンキ (1883–1930)                                                                                     |      | 1921年11月10日 - 1923年10月13日 | - 公共事業大臣 - 下院議員 - 党四人官（ファシスト四天王） - 終身評議員                                | 前職は政治家。退役軍人。ローマ大学で法学を専攻後、 サンディカリズムの理論家として活躍。 ムッソリーニと行動を共にし、 初代書記長に任命される。                 | フランチェスコ・ジュンタが第2代書記長に指名。                                                              | ベルモンテ・カーラブロ (カラブリア州)                             |
|               | フランチェスコ・ジュンタ (1887–1971)                                                                               |      | 1923年10月13日 - 1924年4月23日  | - ダルマチア州知事 - 下院議員                                                                        | 前職は弁護士。退役軍人。 トスカーナ州のファシズム運動を通じて台頭した。 第2代書記長となるが 政治情勢の変化から早期に退任する。                                | 党規約改正により集団指導体制に移行。                                                                       | サン・ピエーロ・ア・シエーヴェ (トスカーナ州)                     |
|               | 四頭体制 (ロベルト・ダヴァンツァティ、 ジョヴァンニ・マリネッリ、 チェーザレ・ロッシ、 アレッサンドロ・メルチオリ) |      | 1923年10月13日 - 1924年4月23日  | - 元老院議員（ダヴァンツァティ） - 下院議員（マリネッリ、メルチオリ） - 党機関紙編集者（チェーザレ） | 総選挙勝利後、 党組織の再編に伴い一時的に 書記長制から4名の合議制とした。                                                                                     | ロベルト・ファリナッチが第3代書記長に指名。                                                                |                                                                   |
|               | ロベルト・ファリナッチ (1892–1945)                                                                                 |      | 1925年2月15日 - 1926年3月30日   | - 下院議員                                                                                           | 前職は鉄道局員。退役軍人。 ファシズム運動の急進派（非妥協派） の代表的人物であり、 反ユダヤ主義など排外的な政策を推進した。                                   | ファシズム運動の穏健派（修正主義）を重用する ムッソリーニと対立し、 解任される。                           | イゼルニア (モリーゼ州)                                           |
|               | アウグスト・トゥラーティ (1888–1955)                                                                               |      | 1926年3月30日 - 1930年10月7日   | - 全国紙編集長                                                                                       | 前職は新聞記者。退役軍人。 党内では報道・宣伝分野で活躍した。 4年間に亘って書記長を務め、 非妥協派を抑えて党の集権化を達成した。                              | ファリナッチら非妥協派との政争を経て、 自ら書記長職を退任した。                                            | パルマ (エミリア＝ロマーニャ州)                                   |
|               | ジョヴァンニ・ジュリアーティ (1876-1970)                                                                           |      | 1930年10月7日 - 1931年12月12日  | - フィウーメ総督 - 公共事業大臣 - 下院議長 - 元老院議員                                              | 前職は弁護士。退役軍人。歴代書記長では最年長で、 かつてはダンヌンツィオ派の運動に参加していた。 トゥラーティ辞任後の書記長となる。                            | アキーレ・スタラーチェが第7代書記長に指名。                                                                | ヴェネツィア (ヴェネト州)                                         |
|               | アキーレ・スタラーチェ (1889-1945)                                                                                 |      | 1931年12月12日 - 1939年10月31日 | - 下院議員 - 国防義勇軍参謀長 - イタリア五輪委員長                                                   | 前職は陸軍士官。 古参のファシストの中で最もムッソリーニに盲目的であり、 国家指導者として神格化するプロパガンダを展開した。                                    | 過去最長の任期を務めていたが、 第二次世界大戦前に突然解任される。 以降は終戦直前まで国政から遠ざけられた。 | サンニコーラ (プッリャ州)                                         |
|               | エットーレ・ムーティ (1902-1943)                                                                                   |      | 1939年10月31日 - 1940年10月30日 | - 航空団指揮官                                                                                       | 前職は陸軍士官。 第一次世界大戦時に少年兵として アルディーティ（突撃兵）に参加したという逸話を持つ。 スペイン内戦でも爆撃機部隊の指揮官を務めるなどしている。 | 第二次世界大戦で軍務への復帰を希望し、 書記長職から退任。                                                  | ラヴェンナ (エミリア＝ロマーニャ州)                               |
|               | アデルキ・セレーナ (1895-1970)                                                                                     |      | 1940年10月30日 - 1941年12月26日 | - 公共事業大臣 - 下院議長                                                                            | 前職は弁護士。退役軍人。 アブルッツォでのファシズム運動を指導し、 やがて国政に転じて大臣や下院議長を務めた。 エットーレ辞任後の書記長となる。                 | アルド・ヴィドゥソーニが第10代書記長に指名。                                                               | ラクイラ (アブルッツォ州)                                         |
|               | アルド・ヴィドゥソーニ (1914-1982)                                                                                 |      | 1941年12月26日 - 1943年4月19日  | - 党青年団指導者                                                                                     | 前職は弁護士。 第一次世界大戦を経験していない青年党員から、 27歳の若さで書記長に抜擢された。                                                                  | カルロ・スコルツァが第11代書記長に指名。                                                                   | フォリアーノ・レディプーリア (フリウリ＝ヴェネツィア・ジュリア州) |
|               | カルロ・スコルツァ (1897-1988)                                                                                     |      | 1943年4月19日 - 1943年7月27日   | - 下院議員                                                                                           | 前職は陸軍士官。国家ファシスト党最後の書記長。 ムッソリーニを中心とした国家指導体制への回帰を主張した。                                                       | ディーノ・グランディらの党内クーデターに反対し、 王党派によって拘束される。                                | パオラ (カラブリア州)                                             |

## 党勢

### 選挙結果
- 国民ブロック及び国民リストの議席数を含む

| 下院   |            |        |           |       |     |                                         |
| 年度   | 票数       | 得票率 | 獲得議席  | 順位  | +/– | 備考                                    |
| 1921年 | 1,260,007  | 19.1   | 105 / 535 | 第3党 | 105 | FICが国民ブロックから37議席を分配される |
| 1924年 | 4,653,488  | 64.9   | 375 / 535 | 第1党 | 270 | PNFが国民ブロックを統合                 |
| 1929年 | 8,517,838  | 98.4   | 400 / 400 | 第1党 | 25  | PNF以外の全政党を非合法化               |
| 1934年 | 10,043,875 | 99.8   | 400 / 400 | 第1党 | –   | 選挙後に下院を廃止                      |